# Ichneumon corruptor
Ichneumon corruptor är en stekelart som beskrevs av Olivier 1792. Ichneumon corruptor ingår i släktet Ichneumon och familjen brokparasitsteklar. Inga underarter finns listade i Catalogue of Life.